# Drakens gränd (roman)
Drakens gränd är en roman av Erik Asklund utgiven 1965. Det är den fristående och avslutande delen i Asklunds trilogi om det litterära livet i Stockholm på 1930-talet som inleddes med Bröderna i Klara och fortsatte med Livsdyrkarna.
Romanen utspelar sig huvudsakligen i Klarakvarteren med de så kallade Klarabohemerna och är en skildring av epokens slut under 1930-talets senare år. Flera av karaktärerna från de föregående böckerna återkommer, bland andra Fabian Fallin (Nils Ferlin), Bertil Mörk (Josef Kjellgren), Herman Värn (Rudolf Värnlund) och författarens alter ego Elon Park.